# Atletica leggera ai Giochi della XXVI Olimpiade - Salto in alto femminile

Video della Finale

[https://www.youtube.com/watch?v=HSMSOqU5pkw Il salto di Niki Bakogianni a 2,03 m

Il salto in alto ha fatto parte del programma femminile di atletica leggera ai Giochi della XXVI Olimpiade. La competizione si è svolta nei giorni 1-3 agosto 1996 allo Stadio Olimpico del Centenario di Atlanta.

## Presenze ed assenze delle campionesse in carica
| Competizione         | Atleta             | Prestazione | Atlanta 1996 |
| -------------------- | ------------------ | ----------- | ------------ |
| Olimpiadi 1992       | Heike Henkel       | 2,02 m      | Rit. 1995    |
| Commonwealth 1994    | Alison Inverarity  | 1,94 m      | Presente     |
| Goodwill Games 1994  | Silvia Costa       | 1,95 m      | Ritirata     |
| Europei 1994         | Britta Bilač       | 2,00 m      | Presente     |
| Coppa del mondo 1994 | Britta Bilač       | 1,91 m      | Presente     |
| Asiatici 1994        | Svetlana Munkova   | 1,92 m      | Presente     |
| Panamericani 1995    | Ioamnet Quintero   | 1,94 m      | Presente     |
| Mondiali 1995        | Stefka Kostadinova | 2,01 m      | Presente     |
|                      |                    |             |              |
| Mondiali junior 1992 | Manuela Aigner     | 1,93 m      | Non selez.   |

1. ↑  Sotto la bandiera della Slovenia.

## Gara
Sono state 13 le atlete a raggiungere la misura posta durante la fase eliminatoria.
Nel corso della finale ad 1,96 si ferma la campionessa europea Britta Bilač. Stefka Kostadinova e Inha Babakova non sbagliano niente fino a 2,01 compreso; Nikī Bakogiannī le segue con due errori al passivo (a 1,90 e 1,99): valica anche 2,01 alla seconda prova. A 2,03 la Kostadinova va su ancora al primo tentativo, la greca ce la fa al terzo ed invece l'ucraina sbaglia tre volte. A 2,05 la Kostadinova fa il primo errore di una gara perfetta; valica l'asticella al secondo salto, mentre la greca si arrende. La bulgara tenta poi tre salti a 2,10.
È stata una delle gare a più alto livello tecnico della storia: tutte le atlete qualificate hanno saltato 1,93; in nove hanno superato 1,96 e ben cinque hanno superato 1,99. Il 2,01 della medaglia di bronzo è il salto più alto per quella posizione. Erano otto anni che non si vinceva una gara ufficiale con 2,05.

Stefka Kostadinova, con i suoi 31 anni, è l'atleta più matura ad aver vinto l'oro nel salto in alto ai Giochi. Niki Bakogianni ha migliorato per tre volte il record nazionale portandolo prima a 1,99, poi a 2,01 e quindi a 2,03.

## Risultati

### Turno eliminatorio
Giovedì 1º agosto 1996.
Qualificazione1,93 m (Q) o le prime 12 classificate (q)
| Pos | Gruppo | Atleta               | Nazione                   | Salti | Salti | Salti | Salti | Salti | Uscita | Note |
| Pos | Gruppo | Atleta               | Nazione                   | 1,75  | 1,80  | 1,85  | 1,90  | 1,93  | Uscita | Note |
| --- | ------ | -------------------- | ------------------------- | ----- | ----- | ----- | ----- | ----- | ------ | ---- |
| 1   | A      | Inha Babakova        | Ucraina                   | –     | –     | O     | O     | O     | 1,93   | Q    |
| 1   | A      | Nikī Bakogiannī      | Grecia                    | –     | O     | O     | O     | O     | 1,93   | Q    |
| 1   | A      | Antonella Bevilacqua | Italia                    | –     | O     | O     | O     | O     | 1,93   | Q    |
| 1   | A      | Elena Guljaeva       | Russia                    | –     | O     | O     | O     | O     | 1,93   | Q    |
| 1   | A      | Stefka Kostadinova   | Bulgaria                  | –     | O     | O     | O     | O     | 1,93   | Q    |
| 1   | A      | Tisha Waller         | Stati Uniti               | O     | O     | O     | O     | O     | 1,93   | Q    |
| 1   | A      | Svetlana Zalevskaja  | Kazakistan                | –     | O     | O     | O     | O     | 1,93   | Q    |
| 1   | B      | Alina Astafei        | Germania                  | –     | O     | O     | O     | O     | 1,93   | Q    |
| 1   | B      | Hanne Haugland       | Norvegia                  | –     | O     | O     | O     | O     | 1,93   | Q    |
| 1   | B      | Tatiana Motkova      | Russia                    | O     | O     | O     | O     | O     | 1,93   | Q    |
| 1   | B      | Nelė Žilinskienė     | Lituania                  | –     | O     | O     | O     | O     | 1,93   | Q    |
| 12  | B      | Britta Bilač         | Slovenia                  | –     | O     | O     | O     | XO    | 1,93   | Q    |
| 13  | A      | Olga Bolşova         | Moldavia                  | –     | O     | XO    | O     | XO    | 1,93   | Q    |
| 14  | B      | Zuzana Kováčiková    | Rep. Ceca                 | O     | O     | XO    | XO    | XXO   | 1,93   | Q    |
| 15  | A      | Tatyana Khramova     | Bielorussia               | –     | O     | O     | O     | XXX   | 1,90   |      |
| 16  | A      | Kajsa Bergqvist      | Svezia                    | O     | O     | XO    | O     | XXX   | 1,90   |      |
| 17  | B      | Lea Haggett          | Gran Bretagna             | –     | XO    | O     | XO    | XXX   | 1,90   |      |
| 18  | A      | Ioamnet Quintero     | Cuba                      | –     | O     | O     | XXO   | XXX   | 1,90   |      |
| 19  | A      | Connie Teaberry      | Stati Uniti               | O     | XO    | O     | XXO   | XXX   | 1,90   |      |
| 20  | A      | Sieglinde Cadusch    | Svizzera                  | O     | O     | O     | XXX   |       | 1,85   |      |
| 20  | A      | Debbie Marti         | Gran Bretagna             | O     | O     | O     | XXX   |       | 1,85   |      |
| 20  | B      | Yuliya Lyakhova      | Russia                    | –     | O     | O     | XXX   |       | 1,85   |      |
| 20  | B      | Vita St'opina        | Ucraina                   | –     | O     | O     | XXX   |       | 1,85   |      |
| 24  | B      | Inna Gliznuta        | Moldavia                  | O     | XO    | O     | XXX   |       | 1,85   |      |
| 25  | B      | Alica Javadová       | Slovacchia                | –     | O     | XO    | XXX   |       | 1,85   |      |
| 25  | B      | Amy Acuff            | Stati Uniti               | O     | O     | XO    | XXX   |       | 1,85   |      |
| 27  | A      | Natasha Alleyne      | Trinidad e Tobago         | O     | XO    | XXO   | XXX   |       | 1,85   |      |
| 28  | B      | Juana Arrendel       | Rep. Dominicana           | O     | XO    | XXX   |       |       | 1,80   |      |
| 29  | B      | Svetlana Munkova     | Uzbekistan                | O     | XXO   | XXX   |       |       | 1,80   |      |
| 30  | B      | Irene Tiendrebeogo   | Burkina Faso              | XXO   | XXO   | XXX   |       |       | 1,80   |      |
| 30  | B      | Venelina Veneva      | Bulgaria                  | XXO   | XXO   | XXX   |       |       | 1,80   |      |
| –   | B      | Alison Inverarity    | Australia                 | XXX   |       |       |       |       | NM     |      |
| –   | A      | Coralea Cline        | Isole Vergini Britanniche |       |       |       |       |       | NP     |      |
| –   | A      | Sigrid Kirchmann     | Austria                   |       |       |       |       |       | NP     |      |

### Finale
Sabato 3 agosto 1996.
| Pos | Atleta               | Nazione     | Salti | Salti | Salti | Salti | Salti | Salti | Salti | Salti | Salti | Misura | Note             |
| Pos | Atleta               | Nazione     | 1,80  | 1,85  | 1,90  | 1,93  | 1,96  | 1,99  | 2,01  | 2,03  | 2,05  | Misura | Note             |
| --- | -------------------- | ----------- | ----- | ----- | ----- | ----- | ----- | ----- | ----- | ----- | ----- | ------ | ---------------- |
|     | Stefka Kostadinova   | Bulgaria    | –     | O     | O     | O     | O     | O     | O     | O     | XO    | 2,05   | Record olimpico  |
|     | Nikī Bakogiannī      | Grecia      | O     | O     | XO    | O     | O     | XO    | XO    | XXO   | XXX   | 2,03   | Record nazionale |
|     | Inha Babakova        | Ucraina     | –     | O     | O     | O     | O     | O     | O     | XXX   |       | 2,01   |                  |
| 4   | Elena Guljaeva       | Russia      | –     | O     | O     | O     | XO    | XO    | XXX   |       |       | 1,99   |                  |
| 5   | Alina Astafei        | Germania    | –     | O     | O     | O     | O     | X–    | XX    |       |       | 1,96   |                  |
| 5   | Tatiana Motkova      | Russia      | –     | O     | O     | O     | O     | X–    | XX    |       |       | 1,96   |                  |
| 5   | Nelė Žilinskienė     | Lituania    | O     | O     | O     | O     | O     | XXX   |       |       |       | 1,96   |                  |
| 8   | Hanne Haugland       | Norvegia    | –     | O     | XXO   | XO    | O     | XXX   |       |       |       | 1,96   |                  |
| 9   | Britta Bilač         | Slovenia    | O     | O     | O     | O     | XXX   |       |       |       |       | 1,93   |                  |
| 9   | Tisha Waller         | Stati Uniti | O     | O     | O     | O     | XXX   |       |       |       |       | 1,93   |                  |
| 11  | Zuzana Kováčiková    | Rep. Ceca   | O     | XO    | O     | XO    | XXX   |       |       |       |       | 1,93   |                  |
| 11  | Olga Bolşova         | Moldavia    | O     | O     | XO    | XO    | XXX   |       |       |       |       | 1,93   |                  |
| 13  | Svetlana Zalevskaja  | Kazakistan  | O     | O     | XO    | XXO   | XXX   |       |       |       |       | 1,93   |                  |
| SQ. | Antonella Bevilacqua | Italia      |       |       |       |       |       |       |       |       |       | 1,99   | [ 1 ]            |